# NBA finale 2004.
NBA finale 2004. posljednja je i finalna serija doigravanja u sezoni 2003./04. Drugoplasirana momčad Istočne konferencije Detroit Pistons porazila je u seriji 4-1 trećeplasiranu momčad Zapadne konferencije Los Angeles Lakerse. Detroit je osvojio svoj treći, odnosno peti naslov i prvi naslov nakon 1990. godine.  Tako su priredili veliko iznenađenje lakim pobjedama nad favoriziranim Lakersima čije zvijezde, osim Shaquillea O’Neala, nisu igrale u skladu sa svojom reputacijom. Za najboljeg igrača finala proglašen je branič Pistonsa Chauncey Billups. Trener Lakersa Phil Jackson, šesterostruki osvajač NBA naslova s Bullsima i trostruki s Lakersima, nije uspio osvojiti svoj 10 NBA prsten, čime bi postao najuspješnijim trenerom u povijesti NBA lige.

## Put do finala

### Detroit Pistons
Pistonsi su sezonu započeli porazom 108:96 od Cleveland Cavaliersa predvođeni rookiejem LeBronom Jamesom. Poraženi su i u drugoj utakmici, a prvu pobjedu u sezoni postigli su u trećoj protiv Boston Celticsa 96:88. Uslijedio je niz od pet pobjeda zaredom, nakon što su u šestoj poraženi od Sacramento Kingsa 97:91. 19. studenog 2003. pobijedili su svoje buduće NBA finaliste Los Angeles Lakerse Dobre igre počeli su prikazivat od siječnja 2004. kada su najprije dobili Dallas Maverickse 115:102.  Chauncey Billups je sjajno odigrao tu utakmicu te od ukupno 27 postignutih poena 21 zabilježio u drugom poluvijemenu utakmice. Petorka Billups, Hamilton, Prince, R. Wallace i B. Wallace sjajno je funkcionirala. U dvije pobjede sa skoro 20 poena razlike pobijedili su Chicago Bullse, a s 21 poeno razlike pobijedili Seattle SuperSonicse. U trećoj utakmici protiv Bullsa slavali su s ogromnih 33 poena razlike. Obrana Pistonsa tijekom mjeseca travanja pokazala se veoma učinkovitom, što se vidi na primjeru da su prvi put u šest susreta uspjeli primiti više od 70 koševa. To, je uspjelo New Jersey Netsima koji su zabili 71 poen, međutim Pistonsi su ponovo ostvarili laku pobjedu. Prije posljednjih utakmica sezone uspjeli su osigurati doigravanje na Istočnoj konferenciji. U prvom krugu doigravanja igrali su protiv Milwaukee Bucksa. U prve dvije utakmice svako je dobio po jednu pobjedu. To je također bila jedina pobjeda Bucksa u seriji jer su Pistonsi prošli u drugi krug s ukupnih 4-1.U drugom krugu doigravanja kao domaćini bez većih problema pobijedili su s 22 koša razlike New Jersey Netse 78:56. Netsi su u toj utakmici ubacili drugi najslabiji rezultat zabilježen u povijesti doigravanja. U prve dvije utakmice svako je odnio po jednu pobjedu. Nakon izjednačenja serije na 3-3, očekivala se napeta i neizvjesna sedma utakmica. Međutim, Pistonsi su s trojcem Billups, Hamilton, B. Wallace bez većih napora pobijedili Netse 90:69, te se plasirali u finale Istočne konferencije. U finalu Istočne konferencije igrali su s Indiana Pacersima. Pacersi su do finala stigli izbacivši u polufinalu Miami Heat u seriji 4-2. U prve dvije utakmice svako je odnio po jednu pobjedu, a u trećoj utakmici Pistonsi predvođeni R. Wallaceom i Hamiltonom poveli su 2-1 u seriji. U četvrtoj i petoj utakmici svako je odnio jednu pobjedu, a Pistonsi su u šestoj imali prednost domaćeg parketa. To nisu propustili i u oštroj igri s malo koševa Pistonsi su slavili 69:65, te se plasirali u veliko finale protiv Los Angeles Lakersa.

### Los Angeles Lakers
Sezona 2003./04. nije dobro započela za Los Angeles Lakerse. U listopadu 2003. njihov ponajbolji igrač Kobe Bryant dobio je poziv na preliminarno saslušanje kako bi utvrdio da li Bryant treba biti suđeno za silovanje 19-godišnje djevojke. Zbog suđenja tijekom sezone propustio je nekoliko NBA utakmica. Lakersi su odlično otvorili sezonu, pobijedivši u prvih pet utakmica, a u posljednjoj petoj protiv San Antonio Spursa, tandem Kobe - Shaq postigao je 72 poena. U siječnju 2004. uslijedio je pad u igri zbog povrijeđenih Shaquillea O'Neala i Karla Malonea, te su Lakersi četvrti put zaredom poraženi. Nekoliko dana kasnije protiv Cleveland Cavaliersa, Byrant je ozlijedio rame na kojem mu je ranije izvršen operativni zahvat tako da je drugi dio utakmice proveo na klupi. Međutim, Lakersi su uspjeli prekinut niz od četiri poraza pobjedom 89:79. Bez trojca Malone, O'Neal, Bryant, Lakersi su poraženi od Grizzliesa koji su pobijedili 88:82 i ostvarili šestu pobjedu zaredom. U travnju 2004., Bryant i u prvoj utakmici nakon povrede ramena postigao je 18 poena pobjedi Los Angeles Lakersa nad domaćinom Celticsom sa 117:109. Isto tako, Kobe je u travnju morao je na sud, a da bi se odmah nakon saslušanja ukrcao na privatni avion, odletio za Los Angeles gdje je odigrao utakmicu i pomogao svojoj momčadi s impresivnih 36 poena pobijedi Houston Rocketse. Istog mjeseca nakon tromjesečnog izbivanja na parkete se vratio i Karl Malone. To je doprinijelo većoj širini u sastavljanju momčadi, a konačno su svi igrači bili zdravi. Lakeri su sezonu završili s omjerom 56-26, osvojivši naslov Pacifičke divizije i treće mjesto na Zapadnoj konferenciji iza Indiana Pacersa. 
U prvom krugu doigravanja naletjeli su na Houston Rocketse. Seriju su otvorili s dvjema uvodnim pobjedama predvođeni Bryantom i Karlom Maloneom, dok je u drugoj utakmici Shaquille O'Neal postigao samo 7 koševa, što je njegov najniži učinak otkako igra u doigravanjima. Seriju protiv Rocketsa Lakersi su dobili s 4 pobjede i jednim porazom, te prošli u drugi krug doigravanja. Bryant je u posljednjoj petoj postigao 31 poen, te imao 10 asistencija i 6 uhvaćenih lopti. U drugom krugu, odnosno polufinalu Zapadne konferencije igrali su protiv protiv prošlogodišnjih prvaka San Antonio Spursa predvođeni Tonyjem Parkerom i Timom Duncanom. Seriju su započeli loše, porazima u prve dvije gostujuće utakmice u San Antoniju. Serija se preselila u Los Angeles, a Lakersi su uspjeli pobijediti Spurse i smanjiti ukupno vodstvo na 2-1. Lakersi su slavili i u drugoj utakmici 98:90, predvođeni Bryantom koji je postigao 42 poena te izjednačili seriju na 2-2. U petoj utakmici u San Antoniju, Lakersi su zahvaljujući Dereku Fisheru izborili pobjedu i vodstvo u seriji 3-2. Fisher je s oko pet i pol metara udaljenosti, desetinku sekunde prije isteka vremena, pogodio koš za 74:73 i donio Lakersima prednost od jednog poena nad San Antonio Spursima. U posljednjoj šestoj na domaćem parketu također su slavili protiv Spursa i plasirali se u finale Zapadne konferencije protiv Minnesota Timberwolvesa. Timberwolvesi su do ovog dijela natjecanja stigli zahvaljujući NBA zvijezdi Kevinu Garnettu. Prvu utakmicu na godtujućem parketu Lakersi su dobili 98:88, dok su drugu izgubili 89:71. Jedan od uzroka poraza u drugoj utakmici leži u isključenju Malonea koji je u posljednjoj četvrtini utakmice napustio igru zbog prekršaja nad Darrickom Martinom. U trećoj utakmici, Lakersi su bez većih problema s trojcemPayton, Bryant, O'Neal stigli do druge pobjede, dok je u redovima Timberwolvesa bio najbolji Garnett. Lakersi su i u četvrtoj slavli, dok su petu uzeli Timberwovesi. Iako su Timberwolvesi u šestoj utakmici ulaskom u posljednju četvrtinu imali malo vodstvo, to nisu uspjeli pretvoriti u pobjedu i izjednačiti seriju na 3-3. U tom dijelu igre sa 6 trica, od kojih su dvije bile ključne, odlično se istaknuo Kareem Rush koji je odveo Lakerse do novog NBA finala. Krajnji rezultat utakmice bio je 96:90 za Lakerse.

## Finale

### Prva utakmica
| 7. lipnja 2004. | Izvještaj na NBA.com Izvještaj na VOA News.com | Detroit Pistons                                                  | 87–75 | Los Angeles Lakers                                                                   |  | Staples Center, Los Angeles Suci: Joe Crawford, Bob Delaney, Bernie Fryer | ABC |
| 7. lipnja 2004. | Izvještaj na NBA.com Izvještaj na VOA News.com | Po četvrtinama: 22-19, 18-22, 24-17, 23-17                       |       |                                                                                      |  | Staples Center, Los Angeles Suci: Joe Crawford, Bob Delaney, Bernie Fryer | ABC |
| 7. lipnja 2004. | Izvještaj na NBA.com Izvještaj na VOA News.com | Koševi: Billups 22 Skokovi: B. Wallace 8 Asistencije: Hamilton 5 |       | Koševi: O'Neal 34 Skokovi: O'Neal 11 Asistencije: Kobe Bryant 4 Izg. lopte: O'Neal 6 |  | Staples Center, Los Angeles Suci: Joe Crawford, Bob Delaney, Bernie Fryer | ABC |
| 7. lipnja 2004. | Izvještaj na NBA.com Izvještaj na VOA News.com | 1-0 Detroit Pistons                                              |       |                                                                                      |  | Staples Center, Los Angeles Suci: Joe Crawford, Bob Delaney, Bernie Fryer | ABC |

U odigranoj prvoj utakmici finala NBA lige Detroit Pistonsi su savladali domaćina Los Angeles Lakerse rezultatom 87:75. Najbolji u pobjedničkoj momčadi je bio Chauncey Billups s 22 poena.
U momčadi favorita Lakersa izuzetno dobru igru su pokazala dvojica prvih igrača, Shaquille O'Neal koji je postigao 34 poena i Kobe Bryant 25. Ostatak momčadi iz Los Angelesa, međutim, nije se pokazao tako uspješnim, uključujući tu Karla Malonea sa samo četiri i Gary Paytona s tri postignuta poena. Lakersi su prvu polovinu susreta završili tijesnom prednošću od 41:40. U drugom dijelu susreta, zahvaljujući izuzetno dobroj obrani Pistonsa, Lakersi su postigli samo 34 poena. 

### Druga utakmica
| 9. lipnja 2009. | Izvještaj na NBA.com Izvještaj na VOA News.com | Detroit Pistons                                                                         | 91–99 | Los Angeles Lakers                                                                            | PR | Staples Center, Los Angeles Suci: Bennett Salvatore, Steve Javie, Joe DeRosa | ABC |
| 9. lipnja 2009. | Izvještaj na NBA.com Izvještaj na VOA News.com | Po četvrtinama: 16-18, 20-26, 30-24, 23-21 PR: 2-10                                     |       |                                                                                               | PR | Staples Center, Los Angeles Suci: Bennett Salvatore, Steve Javie, Joe DeRosa | ABC |
| 9. lipnja 2009. | Izvještaj na NBA.com Izvještaj na VOA News.com | Koševi: Billups 27 Skokovi: B. Wallace 14 Asistencije: Billups 9 Izg. lopte: Hamilton 3 |       | Koševi: Kobe Bryant 33 Skokovi: Karl Malone 9 Asistencije: Luke Walton 8 Izg. lopte: Bryant 5 | PR | Staples Center, Los Angeles Suci: Bennett Salvatore, Steve Javie, Joe DeRosa | ABC |
| 9. lipnja 2009. | Izvještaj na NBA.com Izvještaj na VOA News.com | Lakersi izjednačili seriju na 1-1                                                       |       |                                                                                               | PR | Staples Center, Los Angeles Suci: Bennett Salvatore, Steve Javie, Joe DeRosa | ABC |

U odigranoj drugoj utakmici Los Angeles Lakersi su u produžetku regularnog toka utakmice savladali momčad Detroit Pistonsa s 99:91. Najuspješniji u pobjedničkoj momčadi je bio Kobe Bryant s 33 poena i sedam asistencija a slijedi ga Shaquille O'Neal s 29 poena dok je rezervni igrač Luke Walton koji inače nije izlazio na teren u prvom susretu ove dvije momčadi postigao 7 poena, sedam asistencija i 5 skokova. Najbolji u momčadi Pistonsa bio je Chauncey Billups s 27 poena. 

### Treća utakmica
| 11. lipnja 2004. | Izvještaj na NBA.com Izvještaj na VOA News.com | Los Angeles Lakers                                                                                | 68–88 | Detroit Pistons                                                                             |  | The Palace of Auburn Hills, Detroit Suci: Ron Garretson, Dan Crawford, Mike Callahan | ABC |
| 11. lipnja 2004. | Izvještaj na NBA.com Izvještaj na VOA News.com | Po četvrtinama: 16-24, 16-15, 19-24, 17-25                                                        |       |                                                                                             |  | The Palace of Auburn Hills, Detroit Suci: Ron Garretson, Dan Crawford, Mike Callahan | ABC |
| 11. lipnja 2004. | Izvještaj na NBA.com Izvještaj na VOA News.com | Koševi: Shaquille O'Neal 14 Skokovi: Medvedenko 8 Asistencije: Gary Payton 7 Izg. lopte: Bryant 4 |       | Koševi: Hamilton 31 Skokovi: B. Wallace 11 Asistencije: Billups 3; Hamilton 3; R. Wallace 3 |  | The Palace of Auburn Hills, Detroit Suci: Ron Garretson, Dan Crawford, Mike Callahan | ABC |
| 11. lipnja 2004. | Izvještaj na NBA.com Izvještaj na VOA News.com | 2-1 Detroit Pistons                                                                               |       |                                                                                             |  | The Palace of Auburn Hills, Detroit Suci: Ron Garretson, Dan Crawford, Mike Callahan | ABC |

Pistonsi su odigrali odlično u obrani i u napadu. Bryant prve koševe iz igre postigao tek u 28 minuti susreta. Rezultat utakmice bio je velikih 20 koševa razlike za Pistonse - 88:68. Tom pobjedom košarkaši iz Detroita poveli su 2:1 u seriji za naslov NBA lige. Najefikasniji kod Pistonsa bio je Richard Hamilton s 31 košem. 

### Četvrta utakmica
| 14. lipnja 2004. | Izvještaj na NBA.com Izvještaj na VOA News.com | Los Angeles Lakers                                                     | 80–88 | Detroit Pistons                                                                    |  | The Palace of Auburn Hills, Detroit Suci: Jack Nies, Dick Bavetta, Eddie F. Rush | ABC |
| 14. lipnja 2004. | Izvještaj na NBA.com Izvještaj na VOA News.com | Po četvrtinama: 22-21, 17-20, 17-15, 24-32                             |       |                                                                                    |  | The Palace of Auburn Hills, Detroit Suci: Jack Nies, Dick Bavetta, Eddie F. Rush | ABC |
| 14. lipnja 2004. | Izvještaj na NBA.com Izvještaj na VOA News.com | Koševi: Shaquille O'Neal 36 Skokovi: O'Neal 20 Asistencije: Rick Fox 6 |       | Koševi: R. Wallace 26 Skokovi: B.Wallace 13; R. Wallace 13 Asistencije: Hamilton 6 |  | The Palace of Auburn Hills, Detroit Suci: Jack Nies, Dick Bavetta, Eddie F. Rush | ABC |
| 14. lipnja 2004. | Izvještaj na NBA.com Izvještaj na VOA News.com | 3-1 Detroit Pistons                                                    |       |                                                                                    |  | The Palace of Auburn Hills, Detroit Suci: Jack Nies, Dick Bavetta, Eddie F. Rush | ABC |

U četvrtom odigranom susretu finalnog doigravanja u okviru NBA lige Detroit Pistonsi su pobijedili Los Angeles Lakersa s 88:80. Ovo je bila druga uzastopna pobjeda momčad iz Detroita. Najbolji kod Pistonsa bio je Rasheed Wallace s 26 poena i 13 skokova. Kod Lakersa najuspješniji je bio Shaquille O'Neal s 36 poena i 20 skokova, a slijedio ga je Kobe Bryant s 20 poena.  

### Peta utakmica
|                                                                      | Izvještaj na NBA.com Izvještaj na VOA News.com | Los Angeles Lakers | 87–100                                                            | Detroit Pistons |  | The Palace of Auburn Hills, Detroit Suci: Joe Crawford, Bob Delaney, Bennett Salvatore | ABC |
| Po četvrtinama: 24-25, 21-30, 14-27, 28-18                           | Izvještaj na NBA.com Izvještaj na VOA News.com |                    |                                                                   |                 |  | The Palace of Auburn Hills, Detroit Suci: Joe Crawford, Bob Delaney, Bennett Salvatore | ABC |
| Koševi: Kobe Bryant 24 Skokovi: O'Neal 20 Asistencije: Luke Walton 5 | Izvještaj na NBA.com Izvještaj na VOA News.com |                    | Koševi: Hamilton 21 Skokovi: B. Wallace 22 Asistencije: Billups 6 |                 |  | The Palace of Auburn Hills, Detroit Suci: Joe Crawford, Bob Delaney, Bennett Salvatore | ABC |
| Pobjeda Detroit Pistonsa 4-1                                         | Izvještaj na NBA.com Izvještaj na VOA News.com |                    |                                                                   |                 |  | The Palace of Auburn Hills, Detroit Suci: Joe Crawford, Bob Delaney, Bennett Salvatore | ABC |

U petoj utakmici finala Pistonsi su pobijedili Los Angeles Lakerse rezultatom 100:87, s ukupnih 4-1 u seriji. Lakersi su na samom početku poveli sa sedam poena razlike, međutim Pistonsi su odlično zaigrali u napadu i preokrenuli rezultat, te održavali predost od preko deset poena tijekom cijele utakmice. Centar Pistonsa Ben Wallace dominirao je pod koševima s 22 skoka, dok je najbolji strijelac bio Richard Hamilton s 21 poenom. S momčadi bez velikih zvijezda, Pistonsi su priredili veliko iznaneđenje lakom pobjedom nad favoriziranim Lakersima. 

## Vanjske poveznice
- Službena stranica NBA finala 2004.

| NBA finali      | NBA finali                                                                             |
| --------------- | -------------------------------------------------------------------------------------- |
|                 |                                                                                        |
| Tijekom 80-ih   | 1980. \| 1981. \| 1982. \| 1983. \| 1984. \| 1985. \| 1986. \| 1987. \| 1988. \| 1989. |
|                 |                                                                                        |
| Tijekom 90-ih   | 1990. \| 1991. \| 1992. \| 1993. \| 1994. \| 1995. \| 1996. \| 1997. \| 1998. \| 1999. |
|                 |                                                                                        |
| Tijekom 2000-ih | 2000. \| 2001. \| 2002. \| 2003. \| 2004. \| 2005. \| 2006. \| 2007. \| 2008. \| 2009. |
|                 |                                                                                        |
| Tijekom 2010-ih | 2010. \| 2011.                                                                         |

| NBA finali      | NBA finali                                                                             |
| --------------- | -------------------------------------------------------------------------------------- |
|                 |                                                                                        |
| Tijekom 80-ih   | 1980. \| 1981. \| 1982. \| 1983. \| 1984. \| 1985. \| 1986. \| 1987. \| 1988. \| 1989. |
|                 |                                                                                        |
| Tijekom 90-ih   | 1990. \| 1991. \| 1992. \| 1993. \| 1994. \| 1995. \| 1996. \| 1997. \| 1998. \| 1999. |
|                 |                                                                                        |
| Tijekom 2000-ih | 2000. \| 2001. \| 2002. \| 2003. \| 2004. \| 2005. \| 2006. \| 2007. \| 2008. \| 2009. |
|                 |                                                                                        |
| Tijekom 2010-ih | 2010. \| 2011.                                                                         |